# Dendrobium curvimentum
Dendrobium curvimentum är en orkidéart som beskrevs av Johannes Jacobus Smith. Dendrobium curvimentum ingår i släktet Dendrobium, och familjen orkidéer. Inga underarter finns listade i Catalogue of Life.